# Beirut Municipal Stadium
Das Beirut Municipal Stadium (arabisch ملعب بيروت البلدي, DMG Malʿab Bairūt al-Baladī) ist ein multifunktionelles Stadion in Beirut, Libanon. Es hat eine Kapazität von 18.000 Plätzen. Es ist das Heimstadion von Al-Ansar FC.

## Einzelnachweis
1. ↑  http://stadiumdb.com/stadiums/lib/beirut_municipal_stadium